# Björn Runge
Björn Lennart Runge, född  21 juni 1961 i Lysekil, är en svensk regissör, manusförfattare, dramatiker och författare.

## Biografi
Björn Runge har arbetat med film sedan han var 20 år, bland annat hos Roy Andersson. Han gick ut Dramatiska Institutets regilinje 1989. Ett litet genombrott kom med den prisbelönta kortfilmen Greger Olsson köper en bil 1990, I långfilmsformat debuterade han 1996 med Harry & Sonja. För Om jag vänder mig om 2003 belönades han med en Guldbagge för bästa regi och manus; på Filmfestivalen i Berlin 2004 fick den även Silverbjörnen och filmpriset Der Blaue Engel för bästa europeiska film. Juldagen 2005 gick långfilmen Mun mot mun upp på biograferna. Den fick genomgående bra kritik och nominerades till Nordiska rådets filmpris 2006. Hösten 2011 hade Runges film Happy End premiär, med manus av Kim Fupz Aakeson. Den bildade en avslutande del i en filmtrilogi kallad Befrielsetrilogin, vilken inleddes med Om jag vänder mig om och fortsatte med Mun mot mun.
2018 hade filmen "The Wife" premiär i New York och fick översvallande recensioner. Glenn Glose som spelade huvudrollen blev senare Oscarsnominerad för bästa kvinnliga huvudroll 2019. 
2020 hade filmen "Horizon" premiär på Alma Lövs konstmuseum i Värmland. Filmen är en 48 min lång betraktelse över tillvaron.
Björn Runge arbetar även med teater både som dramatiker och regissör. Han regisserade pjäsen Aska av Harold Pinter på Göteborgs Stadsteater 2006. På Stockholms Stadsteater skrev och regisserade Runge pjäsen Uppdraget (2007). För Teater Galeasen har han skrivit pjäsen Dialog-Night Order Book (2007). Den egna pjäsen Night Rider satte Runge upp på Göteborgs Stadsteater 2008. Och samma år hade hans pjäs Mordet på en f.d Komiker premiär på Folkteatern i Göteborg i regi av Sanna Hultman. 
På Stockholms stadsteater har Runge även satt upp pjäserna: "Gellhorn & Hemingway" (2015). "Jag är en annan nu" (2017, för övrigt en pjäs som även turnerade med Riksteatern och spelades in av SVT våren 2018.
Åren 2006-2009 skrev Runge tre essäer för tidskriften  Filmkonst, utgiven av Göteborg International Film Festival. Essäerna kom i bokform och bildar trilogin Viljan & Världen. 2013 kom Runges debutroman Det allra enklaste.
År 2017 gav Runge ut boken Stillhetens hav som innehåller fem spelade teaterpjäser. Boken publicerades på Atrium Bokförlag.

## Utmärkelser
- H.M. Konungens medalj i guld av 8:e storleken (2019) för betydande insatser som regissör och dramatiker.[2]

## Produktioner

### Filmografi
Långfilmer
- Steward Gustafssons julafton, (långfilm, ej visad), 1985
- 1996 – Harry & Sonja
- 2003 – Om jag vänder mig om
- 2005 – Mun mot mun
- 2011 – Happy End
- 2014 – Mission 1325
- 2017 – The Wife

Kortfilmer
- 1989 – Mördaren – eller renhetens demoni (kortfilm)
- 1990 – Greger Olsson köper en bil (kortfilm)
- Festen, (kortfilm, medregi Lena Koppel), 1984
- Skymningsjägare (kortfilm), 1985
- Brasiliens röda kaffebär, (kortfilm), 1986
- Intill den nya världens kust, (kortfilm), 1987
- Maskinen (kortfilm), 1988
- Vinden, (kortfilm), 1989
- Vart skall jag fly för ditt ansikte, (kortfilm, dokumentär, medregi Jimmy Karlsson), 1989
- Morgonen, (kortfilm), 1990
- 1993 – En dag på stranden (kortfilm)
- 1997 - Vulkanmannen
- 1997- Dokument rörande filmregissören Roy Andersson. (dok-film)
- 1998 - Raymond.
- 2002 - Farbror Franks resa (manus) regi Dean Tomkins
- 2004 - Rensa fisk (kortfilm)
- 2010- Faces 1-5 (Båstad lilla filmfestival)
- 2020 - Horizon (Alma Lövs Konstmuseum)

TV-produktioner
- 1991 – Ögonblickets barn (TV-novellfilm)
- Sverige in memoriam, (tv, dokumentär, medregi Lena Dahlberg), 1994
- 2001 – Anderssons älskarinna (TV-serie)
- 2002 – Familjen (TV-serie)

### Teater (regi, urval)
| År   | Produktion                                 | Upphovsmän                                | Teater 2007 Uppdraget text & regi Björn Runge    |
| ---- | ------------------------------------------ | ----------------------------------------- | ------------------------------------------------ |
| 2014 | En handelsresandes död Death of a Salesman | Arthur Miller Översättning Jacob Hirdwall | Göteborgs stadsteater                            |
| 2016 | Europas kniv                               | Björn Runge                               | Göteborgs stadsteater (Regi av förinspelad film) |
| 2018 | Jag är en annan nu                         | Björn Runge                               | Kulturhuset Stadsteatern                         |
| 2024 | Jussi                                      | Björn Runge                               | Kulturhuset Stadsteatern                         |

### Romaner
- Det allra enklaste (Lind & Co, 2013)

### Filmessäer
"Svindel & Extas" (Filmkonst) 1997
- Konsekvenser. En lägesrapport från periferin hösten -06 (Filmkonst nr 104, 2007) ISBN 91-88282-65-1
- Fiktion som liv (Filmkonst 118, 2009) ISBN 978-91-88282-76-7
- Prokrustes säng (Filmkonst 121, 2009) ISBN 978-91-88282-81-1